# 第13780号行政命令
第13780号行政命令（英語：Executive Order 13780），全称防止外国恐怖分子入境的国家保护计划（Protecting the Nation from Foreign Terrorist Entry into the United States），是时任美国总统唐納·川普在2017年3月6日签署的一份行政命令，旨在限制若干国家的国民入境美国，并禁止所有还未获得美国签证或旅行证件的难民进入美国。该行政命令替代了特朗普在2017年1月27日颁布的第13769号行政命令，被称为"特朗普旅行禁令2.0版"。美国法院在2017年3月15日至2017年12月4日之间禁止了该行政命令的部分条款的执行。在该行政命令有效期间，曾两次被特朗普的总统公告修订。
2021年1月20日，后一任总统乔·拜登颁布第10141号总统公告，撤销了第13780号行政命令以及相关的总统公告。